# والتر لورد
جون والتر لورد،الأبن (8 أكتوبر 1917 - 19 مايو 2002) مؤرخ وكاتب أمريكي ولد في بالتيمور بولاية ماريلاند سنة 1917م، درس الثانوية في بالتيمور، ثم درس التاريخ في جامعة برنستون، وتخرج عام 1939م، ثم التحق بعد ذلك بكلية الحقوق في جامعة بيل ولكنه قطع دراسته للانضمام الي الجيش وعندما انتهت الحرب عاد ليكمل دراسة الحقوق وحصل علي شهادة في القانون.
كتب عن الأحداث التاريخية المثيرة للاهتمام، وكان كتابه «ليلة لاتنسي» (Night to Remember)، الأكثر مبيعاً في عام 1955م، وهو كتاب وثائقي عن غرق سفينة الركاب البريطانية «تيتانيك» عام 1912م في رحلتها الأولى عبر المحيط الأطلسي، وقام المخرج روي وارد بيكر، بتحويل الكتاب إلي فيلم من بطولة كلا من كينث مور، رونالد إلين، ديفيد ماكالوم، روبرت أيريس، هونور بلاكمان.
وخلال العقود الثلاثة التالية، كتب عشرات الكتب التي تغطي أحداثًا تاريخية هامة مثل الهجوم الياباني على بيرل هاربر في ديسمبر عام 1941م، وقبول أول طالب أسود بجامعة ميسيسيبي في عام 1962م، وحرق البيت الأبيض والكابيتول خلال حرب عام 1812م، ومعركة ميدواي، ومعجزة دونكيرك (1982م).

## مؤلفاته
كتب عن الأحداث التاريخية المثيرة للاهتمام، ومن أهم مؤلفاته:
- ليلة لا تُنسى: قصة غرق الباخرة تيتانيك.
- يوم العار: قصف بيرل هاربر.
- السنوات الجيدة: من عام 1900 إلى الحرب العالمية الأولى.
- معجزة دونكيرك: القصة الحقيقية وراء العملية دينامو.
- العالم في أزمة: الحسابات الكلاسيكية للحرب العالمية الثانية.
- نصر لايصدق: معركة ميدواي (كلاسيكيات الحرب).
- الماضي الذي لن يموت: جيمس ميريديث وحركة الحقوق المدنية في ولاية ميسيسيبي.

## وفاته

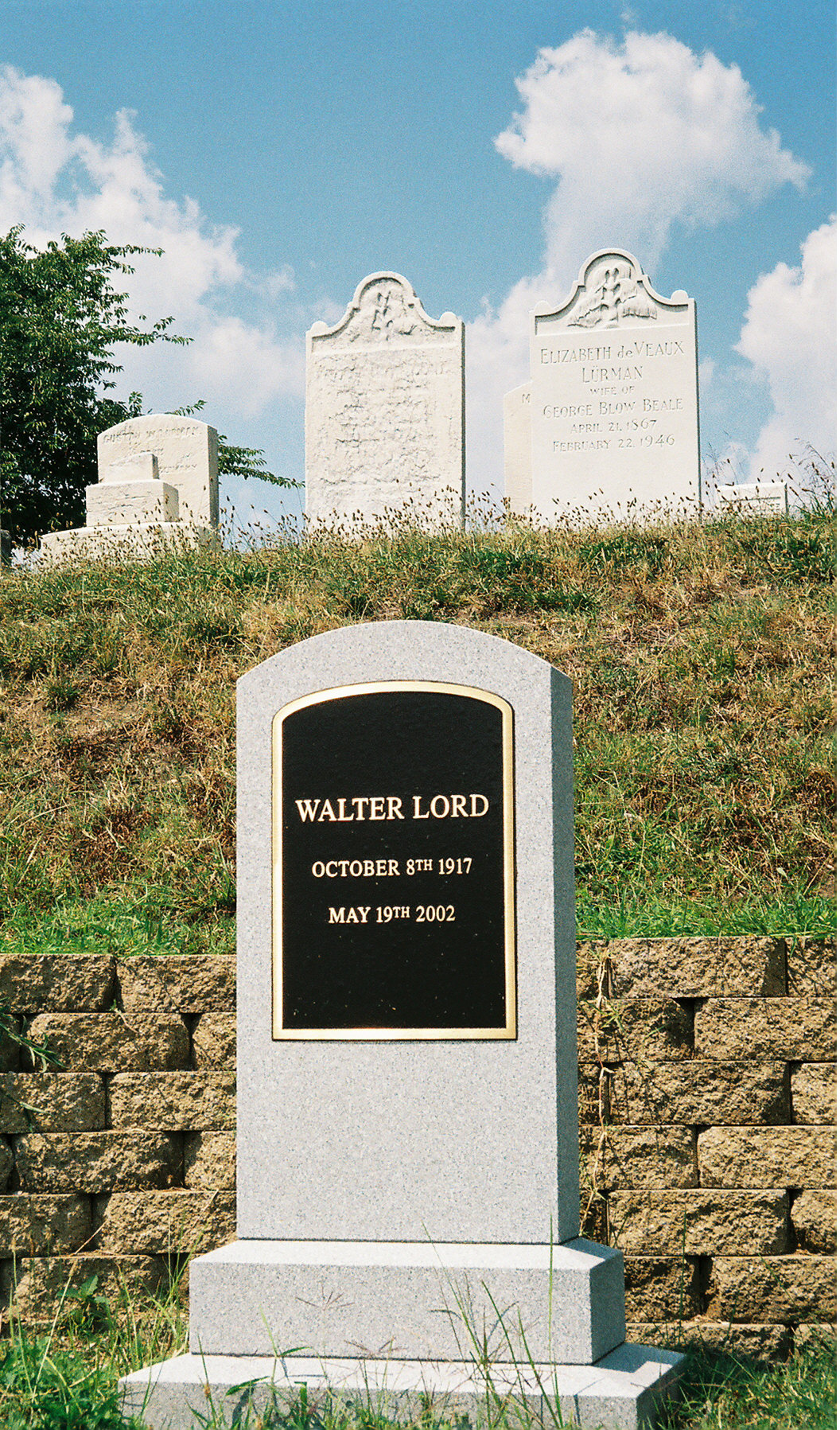
مقبرة الكاتب الأمريكي والتر لورد (8 أكتوبر 1917-19 مايو 2002) في مقبرة جبل الأخضر في بالتيمور، ميريلاند (الولايات المتحدة)

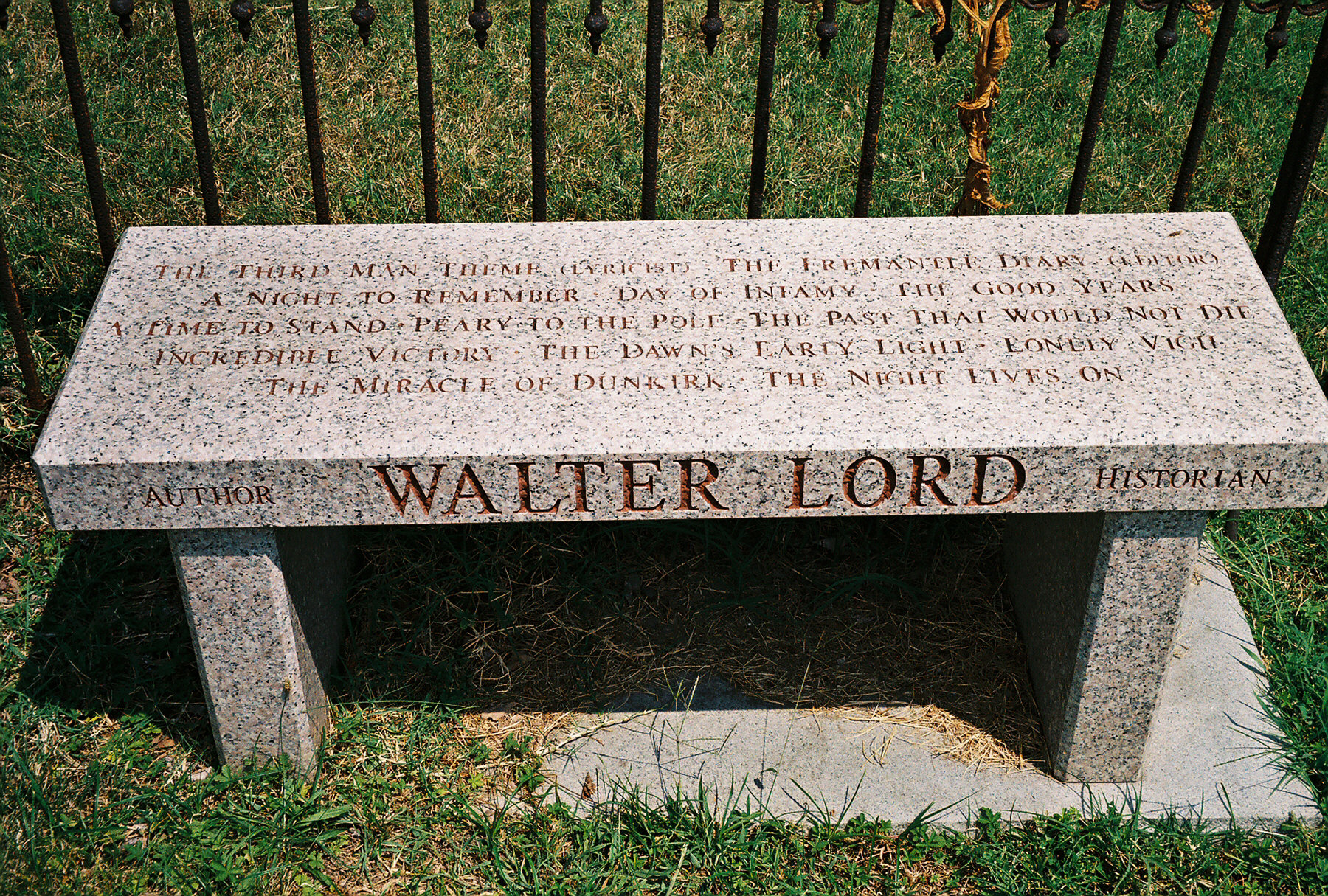
نصب تذكاري محفور بأسماء الكتب الأكثر مبيعاً للمؤلف الأمريكي والتر لورد (8 أكتوبر 1917-19 مايو 2002)، في مقبرة الجبل الأخضر في بالتيمور، ميريلاند (الولايات المتحدة).

توفي والتر لورد في منزله في مدينة نيويورك في 19 مايو 2002م عن عمر يناهز 84 عام بعد صراع طويل مع مرض باركنسون، ودفن في مقبرة الجبل الأخضر التاريخية (Green Mount Cemetery) في بالتيمور، ويتميز قبره بمقعد رخامي يسرد الكتب التي ألفها.

## روابط خارجية
- والتر لورد على موقع IMDb (الإنجليزية)
- والتر لورد على موقع ميوزك برينز (الإنجليزية)
- والتر لورد على موقع قاعدة بيانات الأفلام السويدية (السويدية)
- والتر لورد على موقع ديسكوغز (الإنجليزية)
- والتر لورد على موقع قاعدة بيانات الفيلم (الإنجليزية)